# ГЕС Hylen
ГЕС Hylen – гідроелектростанція на півдні Норвегії, за вісім десятків кілометрів на північний схід від Ставангеру. Використовує воду з озера Suldalsvatn, яке через Suldalslagen дренується зі сходу до Sandsfjorden (Suldal, північно-східна затока Boknafjorden). При цьому в Suldalsvatn скидають відпрацьовану воду такі електростанції як Kvildall (гідровузол Ulla-Forre), Suldal I та Suldal II.
Озеро Suldalslagen перетворили на сховище з незначним діапазоном регулювання – рівень поверхні може змінюватись від 67 до 68,5 метрів НРМ. Це забезпечує корисний об’єм у 44 млн м3, проте, з урахуванням всіх розташованих вище резервуарів, на ГЕС Hylen працює система загальним об’ємом 4283 млн м3.
Для створення дериваційної схеми від озера в північному напрямку, де знаходиться витягнута на схід затока Sandsfjorden, проклали тунель довжиною дещо менше за 2 км. 
У підземному машинному залі розмістили дві турбіни типу Френсіс потужністю по 80 МВт, які при напорі у 68 метрів забезпечують виробництво понад 0,5 млрд млн кВт-год електроенергії на рік.
Відпрацьована вода по відвідному тунелю потрапляє до розташованої за кілька сотень метрів затоки  Sandsfjorden.